# واگنینگن-هوگ
واگنینگن-هوگ (به هلندی: Wageningen-Hoog) یک منطقهٔ مسکونی در هلند است که در واخنینگن واقع شده‌است. واگنینگن-هوگ ۱٫۵۷ کیلومتر مربع مساحت و ۱٬۱۸۰ نفر جمعیت دارد.